# Wapen van Emmen
Het wapen van Emmen symboliseert de geschiedenis van de Nederlandse stad en gemeente Emmen. Het bestaat uit vier vlakken zoals de gemeente uit vier marken bestond: Westenesch, Weerdinge, Roswinkel en Noord- en Zuidbarge.

## Geschiedenis
De gemeente Emmen deed op 21 juni 1923 een voorstel bij de Hoge Raad van Adel met de volgende uitleg en bijgaande een tekening: Het wapen doet herinneren aan de geschiedenis van Emmen. Het wapen zou enerzijds de landbouw symboliseren door middel van een arbeider met ploeg, met geboomte op de voorgrond en zwerfstenen op de achtergrond. Aan de andere kant wordt de veenderij gesymboliseerd door een turfstekende arbeider met bomen op de voorgrond en uitgestoken turf en een turfkrooi op de achtergrond.
De Hoge Raad van Adel was het hier niet mee eens, zij vond dit voorstel “onheraldisch”. De Hoge Raad van Adel stelde een onderzoek in naar de geschiedenis van het wapen, hieruit kwamen de vier marken en een nieuwe omschrijving: "Schuin gevierendeeld van zilver en sinopel; het eerste kwartier beladen met een ploeg, het derde met een turfsteker, beide van een natuurlijke kleur".
Hier ging de gemeenteraad mee akkoord, op 27 maart 1926 werd per Koninklijk Besluit nr. 57, het nieuwe wapen bevestigd en op 10 april van datzelfde jaar ontving de gemeente een bevestiging van dit besluit. Bij Koninklijk Besluit van 4 juni 1968, nr. 11, werd het wapen officieel verleend aan de gemeente Emmen.
Wat opvalt aan het wapen is de schuine vierdeling, toen een nieuwe manier van verdelen. Het feit dat de turfsteker en ploeg in het wapen staan is ook opvallend, dit kon namelijk op veel meer Drentse gemeentes van toepassing zijn. Bij de gemeente Emmen ontbraken de kroon op het schild en de schildhouders, deze werden in 1968 bij Koninklijk Besluit toegevoegd. De gemeente heeft er zelf voor gekozen om zwarte Drentse paarden als schildhouders aan te vragen. Omdat het wapen toch al aangepast zou worden vroeg de gemeente ook of de ploeg vervangen kon worden door een keerploeg en of de natuurlijke kleur door zwart vervangen kon worden. Ook kwam het wapen niet op de gebruikelijke arabesk te rusten maar op een wit voetstuk.

## Blazoen
Per 4 juni 1968 luidt de beschrijving van het Emmer wapen als volgt:
Schuin gevierendeeld van zilver en sinopel; het bovenste kwartier beladen met een keerploeg, het onderste met een turfsteker, beide van sabel. Het schild gedekt met een gouden kroon van drie bladeren en twee paarlen en gehouden door twee paarden van sabel met opgeslagen staart. Het geheel geplaatst op een wit voetstuk.
Sinopel betekent groen en sabel betekent zwart. Het wapen wordt ook gevoerd op de gemeentevlag. Emmen gebruikt het wapen niet langer op het briefpapier, omdat er sinds 1988 een huisstijl is met een logo in plaats van het wapen. Alleen op officiële papieren zoals paspoorten en trouwboekjes en de gemeentelijke vlag wordt nog gebruikgemaakt van het wapen.
Aa en Hunze · Assen · Borger-Odoorn · Coevorden · De Wolden · Emmen · Hoogeveen · Meppel · Midden-Drenthe · Noordenveld · Tynaarlo · Westerveld